# آتاناسیوس کیرشه
آتاناسیوس کیرشر (به آلمانی: Athanasius Kircher) (زاده ۲ می ۱۶۰۱ در گایزا - درگذشته ۲۷ نوامبر ۱۶۸۰ در رم) کشیش، پزشک و فیزیک‌دان آلمانی قرن ۱۷ میلادی بود.